# Mattwaldhorn
Mattwaldhorn är ett berg i Schweiz.   Det ligger i distriktet Visp och kantonen Valais, i den södra delen av landet, 90 km söder om huvudstaden Bern. Toppen på Mattwaldhorn är 3 246 meter över havet, eller 258 meter över den omgivande terrängen. Bredden vid basen är 1,6 km.
Terrängen runt Mattwaldhorn är huvudsakligen bergig, men den allra närmaste omgivningen är kuperad. Närmaste större samhälle är Visp, 12,0 km nordväst om Mattwaldhorn. 
Trakten runt Mattwaldhorn består i huvudsak av gräsmarker. Trakten runt Mattwaldhorn är nära nog obefolkad, med mindre än två invånare per kvadratkilometer.